# Amt Burgk
Das Amt Burgk war von 1596 bis 1640 und von 1668 bis 1868 ein Amt von Reuß älterer Linie.

## Geschichte
Im Rahmen der Erbteilungen von Reuß älterer Linie entstand 1596 die Unterlinie Reuß-Burgk. In der neu entstandenen Herrschaft wurde als Oberbehörde eine Kanzlei und als Unterbehörde ein Amt eingerichtet. Aufgrund der Kleinheit der Herrschaft bestand aber keine klare Trennung dieser Behörden. 1640 starb diese Linie aus und das Amt fiel an die Linie Reuß-Untergreiz. 1668 bis 1697 bestand erneut eine Linie Reuß-Burgk, bevor Burgk endgültig an Untergreiz fiel. Aufgrund der Lage als Exklave blieb das Amt Burgk jedoch bestehen. 
In Untergreiz wurden im Jahre 1715 Kanzlei, Konsistorium und Ämter getrennt. Untere Gerichts- und Verwaltungsbehörden waren in der Folgezeit die Ämter Obergreiz, Untergreiz und Burgk und das landesherrliche Stadtvogteigericht Zeulenroda. Auch nach der Vereinigung von Ober- und Untergreiz 1768 blieben diese Ämter erhalten.
Die Trennung der Rechtsprechung von der Verwaltung wurde in Reuß älterer Linie erst 1868 eingeführt. Die Justizaufgabe erhielt das Justizamt Burgk für Zivilsachen und das Kriminalgericht Greiz für Strafsachen. Die Verwaltungsfunktion ging eigentlich an das Landratsamt Greiz. Aufgrund der Lage als Exklave behielt das Justizamt Burgk aber noch einige Verwaltungsaufgaben. Das Amt Burgk wurde aufgehoben.

## Umfang
1840 bestand das Amt aus folgenden Orten: Burgk (mit Burgkhammer, Isabellengrün, Eisgut, Kammergut und Schloß), Crispendorf, Dörflas, Erkmannsdorf (reuß. Anteil), Friesau, Grochwitz, Mönchgrün, Möschlitz, Neundorf, Pahnstangen, Plothen (reuß. Anteil), Rauschengesees, Remptendorf, Röppisch und Zoppoten.

## Personen
- Heinrich Weigelt (Amtmann 1860 bis 1868)